# Sirkka Turkka
Sirkka Turkka (Helsinki, 2 de febrero de 1939-Lohja, 23 de octubre de 2021) fue una autora, escritora y poeta finlandesa.

## Biografía
Sus padres fueron el mayor Josef Wilhem Turkka y la canciller Elsa Mirjam Luoko. 
Se graduó en 1962 en la Escuela Primaria de Munkkiniemi. En 1967 se licenció en la Escuela de Bellas Artes de Helsinki y en 1970 se graduó en la Escuela de Cuidados de Caballos de Ypaya.
Trabajó como profesora y bibliotecaria hasta 1973. Ese mismo año, comenzó a dedicarse a la poesía y publicó su primer poemario Habitación en el espacio (1973).
Sus poemas están recopilados en Poemas 1973-2004.

## Estilo
Dice que la gente puede ser arrogante o te puede quemar dentro de su amor. Para ella, es mejor marcar distancia, simplemente para estar segura de que no te harán daño. Ser independiente, ser como un Sistema Solar dentro de sí misma, es una parte muy importante de su personalidad, tal y como refleja en su obra Habitación en el espacio (A room space). Nunca contesta las cartas que recibe, piensa que el poeta está ahí para ser leído.
El escritor y traductor Jukka Koskelainen señalo que los poemas de Sirkka "contienen numerosas alusiones a la literatura y la cultura. Incluida la cultura popular. Turkka cita canciones pop, letras de canciones rock, la Biblia, el folclore, textos filosóficos y proverbios- Las citas forman una parte orgánica de los poemas, pero solo en parte: la propia voz de Turkka siempre es perceptible". Se entiende que esas influencias del rock o el pop provienen de una etapa muy concreta, la de los años 60 y 70, que Sirkka vivió como escritora en un nuevo ambiente literario, junto a las transformaciones políticas y sociales de su país.
En 1993 Icaria Editorial publica los primeros poemas de Sirkka Turkka traducidos al castellano en la antología "Poesía Finlandesa actual". Este libro recopila parte de los poemas de Sirkka Turkka a la que compara con las otras poetas en esta cita: " Sirkka Turkka prefiere descubrir a cada paso el bullicio de la vida del bosque en una contemplación emocionada de la naturaleza y de su amor; Jarkko Laine gusta de presentar temas urbanos con acertado sarcasmo, haciendo parodia a menudo de los ídolos de la industria publicitaria y cinematográfica, en una clara intención de denuncia. Eeva-Liisa Manner, una poeta de vida aislada en auténtico retiro espiritual, llega a construir verdaderos laberintos metafísicos de gran complejidad intelectual".
En 1995 De La Torre publica la primera edición de  "Poesía Nórdica", una antología preparada por Francisco J Uriz, donde aparecen algunos poemas traducidos al castellano de Sirka Turkka.
Su última colección fue Niin kovoa se tuulilol (So bitterly the wind struck, 2004).

## Premios
Su poesía ha sido galardonada con los premios:
- 1980 y 1984, Premio Literatura de Estado.
- 1986, Premio Finlandia por su obra Vuelve pequeña Sheba (Tule Takaisin pikku sheba).
- 2000, Premio Eino Leino a toda su obra.
- 2005, Premio Aleksis Kivi